# 马克·瓦尔纳
马克·瓦尔纳（Mark Wallner，1999年7月20日—），德国男子网球运动员，目前主攻双打。截至2024年11月，他在ATP挑战巡回赛和ITF男子世界网球巡回赛上分别有4个和7个双打冠军，大部分和同胞雅各布·施耐特尔一起获得。
瓦尔纳为天普大學打大学网球，之前代表田納西大學打球，
2024年他搭档雅各布·施耐特尔在慕尼黑2024年BMW网球公开赛上参加了双打比赛，这是他首次在ATP巡回赛正赛亮相，他们还获得了2024年汉堡网球公开赛递补参赛资格和2024年摩泽尔网球公开赛的双打正赛外卡。他们在2024年阿拉木图网球公开赛双打比赛中进入了四强，这是他们首次进入巡回赛四强。